# Холостий Майдан
Холостий Майдан (рос. Холостой Майдан) — село в Вадському районі Нижньогородської області Російської Федерації.
Населення становить 161 особу. Входить до складу муніципального утворення Дубенська сільрада.

## Історія
Від 2009 року входить до складу муніципального утворення Дубенська сільрада.

## Населення
| 1999 | 2002 | 2010 |
| ---- | ---- | ---- |
| 269  | ↘225 | ↘161 |